# Cryptocarya elegans
Cryptocarya elegans (Reinecke) A.C.Sm. – gatunek rośliny z rodziny wawrzynowatych (Lauraceae Juss.). Występuje endemicznie na Samoa. 

## Morfologia
PokrójZimozielone drzewo dorastające do 20 m wysokości. Młode pędy są omszone.
LiścieMają eliptyczny kształt. Mierzą 5–10 cm długości. Są skórzaste, lekko owłosione od spodu. Nasada liścia jest od ostrokątnej do zaokrąglonej. Blaszka liściowa jest o wydłużonym wierzchołku. Ogonek liściowy jest omszony i dorasta do 5–15 mm długości.
KwiatySą zebrane w geste wiechy, rozwijają się w kątach pędów. Kwiatostan osiąga 3–16 cm długości, natomiast pojedyncze kwiaty mierzą 2 mm średnicy. Listki okwiatu mają owalny kształt i barwę od białej do różowej.
OwoceMają prawie kulisty kształt, osiągają 8–11 mm długości.

## Biologia i ekologia
Rośnie w lasach. Występuje na wysokości do 700 m n.p.m.